# DEN 1048-3956
DEN 1048-3956 (DENIS-P J104814.9-395604 / 2MASS J10481463-3956062) es una estrella cercana a la Tierra, a 13,17 años luz de distancia en dirección a la constelación de Antlia, la máquina neumática. Es una estrella de brillo muy débil con magnitud aparente +16,50. Fue descubierta en 2001 por Delfosse et. al. mientras buscaban nuevas estrellas cercanas en la base de datos DENIS.
Aunque catalogada inicialmente como de tipo espectral M9, posteriormente se ha revisado a tipo M8. Con una masa estimada entre 0,06 y 0,09 masas solares, puede ser una enana roja muy tenue o una enana marrón, ya que el límite entre un tipo de objeto y otro está en 0,08 masas solares. Su luminosidad equivale a solo 3,56 millonésimas de la luminosidad solar, siendo su temperatura efectiva de unos 2500 K. Asumiendo una composición química similar a la solar, su edad puede estar comprendida entre 1000 y 2000 millones de años.
DEN 1048-3956 es una estrella fulgurante en donde se ha observado una llamarada ópticamente visible cuya masa la sitúa en el límite de la fusión nuclear del hidrógeno, así como dos intensas erupciones de unos 4-5 minutos de duración a 4,80 y 8,64 GHz, ambas muy polarizadas.